# Austrolimnophila leleupi
Austrolimnophila leleupi är en tvåvingeart som beskrevs av Alexander 1962. Austrolimnophila leleupi ingår i släktet Austrolimnophila och familjen småharkrankar.
Artens utbredningsområde är Tanzania. Inga underarter finns listade i Catalogue of Life.